# سواروفسكي تيرول
سواروفسكي تيرول هو نادي كرة قدم في النمسا تأسس في 1986. وتم اغلاقه في عام 1992.